# Laudato si'
Laudato si' (hrv. Hvaljen budi) druga je enciklika pape Franje.

## Povijest
Enciklika od 24. svibnja 2015. godine službeno je objavljena u podne 18. lipnja 2015. godine, popraćena konferencijom za novinare. Vatikan je objavio dokument na talijanskom, njemačkom, engleskom, španjolskom, francuskom, poljskom, portugalskom i arapskom jeziku, zajedno s izvornim latinskim.
To je druga enciklika, koju je objavio papa Franjo, nakon Lumen fidei, koja je objavljena 2013. godine. Budući da je Lumen fidei velikim dijelom djelo Franjinog prethodnika Benedikta XVI., Laudato si' obično se smatra prvom enciklikom, koja je u potpunosti Franjino djelo.

## Sadržaj
Enciklika ima podnaslov o brizi za naš zajednički dom. U njoj papa kritizira konzumerizam i neodrživi razvoj, žali se zbog degradacije okoliša i globalnog zatopljenja i poziva sve ljude na svijetu da poduzmu „brzu i jedinstvenu globalnu akciju“.
U ovoj enciklici, papa izražava nadu da će ova enciklika pomoći prepoznati veličinu, hitnost i ljepotu izazova s kojima se čovječanstvo suočava u pogledu zaštite okoliša. Na početku kratko pregledava različite aspekte trenutne ekološke krize s ciljem da probudi odgovarajuću, duboku osnovu za etička i duhovna razmatranja. Zatim, iz ove perspektive, preuzima određena pitanja koja proizlaze iz judeokršćanske tradicije kako bi se postigla veća dosljednost njenoj predanosti okolišu. U sljedećem koraku pokušava doći do dubljih uzroka trenutne situacije. Papa se nada da će na taj način biti moguće predložiti ekologiju koja bi u svojim različitim dimenzijama kombinirala poseban položaj čovjeka u prirodi i njegov odnos s okolnom stvarnošću. U svjetlu ovog razmišljanja, Papa čini korak naprijed u ocrtavanju nekih općih linija dijaloga i aktivnosti koje uključuju i svaku osobu i međunarodnu politiku. Na kraju, predlaže neke putove ljudskog sazrijevanja nadahnute postignućima kršćanskog duhovnog iskustva.
Enciklika sadrži i citat Hrvatske biskupske konferencije, ali sadrži i brojne ideje i misli različitih drugih biskupskih konferencija.

## Vanjske poveznice
Mrežna mjesta
- Laudato si', tekst enciklike Laudato si' na raznim jezicima na službenim vatikanskim stranicama
- Predstavljen zbornik »Laudato si’! Kako mijenjati stil života?«, hbk.hr, 19. listopada 2020.